# Mâcon
Mâcon je mesto in občina v osrednji francoski regiji Burgundiji, prefektura departmaja Saône-et-Loire. Leta 2010 je mesto imelo 34.040 prebivalcev.

## Geografija
Kraj, središče Mâconnaisa med pokrajinama Bresse na vzhodu in Beaujolais na zahodu, leži na zahodnem obrežju reke Saone, 65 km severno od Lyona in 125 km južno od Dijona.

## Administracija
Mâcon je sedež treh kantonov:
- Kanton Mâcon-Center (del občine Mâcon, občina Charnay-lès-Mâcon: 16.817 prebivalcev),
- Kanton Mâcon-Jug (del občine Mâcon, občine Bussières, Davayé, Fuissé, Prissé, Solutré-Pouilly, Varennes-lès-Mâcon, Vergisson, Vinzelles: 16.214 prebivalcev),
- Kanton Mâcon-Sever (del občine Mâcon, občine Berzé-la-Ville, Charbonnières, Chevagny-les-Chevrières, Hurigny, Igé, Laizé, Milly-Lamartine, La Roche-Vineuse, Saint-Martin-Belle-Roche, Sancé, Senozan, Sologny, Verzé):26.156 prebivalcev).

Mesto je prav tako sedež okrožja, v katerega so poleg njegovih vključeni še kantoni Cluny, La Chapelle-de-Guinchay, Lugny, Matour, Saint-Gengoux-le-National, Tournus in Tramayes s 113.055 prebivalci.

## Zgodovina
Ustanovitev Mâcona (antični Matisco) sega nazaj v 2. stoletje pred našim štetjem. V času od 843 do 1600 je kraj ležal na meji med  Francoskim in Svetorimskim cesarstvom, kot tak je užival carinske ugodnosti, ob tem pa doživljal razcvet. V času verskih vojn v 16. stoletju je bil močno oporišče hugenotov. Med francosko revolucijo leta 1790 je postal sedež novoustanovljenega departmaja Saône-et-Loire. V času druge svetovne vojne je v njem delovalo močno odporniško gibanje, sam Mâcon pa je bil prvi kraj v francoskem pasu med Parizom in Lyonom.

## Pobratena mesta
- Alcazar de San Juan (Španija),
- Crewe (Združeno kraljestvo),
- Eger (Madžarska),
- Lecco (Italija),
- Macon (Georgia, ZDA),
- Nantwich (Združeno kraljestvo),
- Neustadt an der Weinstrasse (Nemčija),
- Overijse (Belgija),
- Pori (Finska),
- Santo Tirso (Portugalska).